# 日職聯發牌制度
日職聯發牌制度（ジェイリーグ・クラブライセンスせいど），是日職聯於2013年成立的日職職業球會參賽資格制度。
2012年1月17日首度公開概要，同年2月1日正式實行，制定一系列的「日職聯球會牌照規則」。
在發牌制度之下，再細分為J1牌照、J2牌照以及J3牌照。若未持有所屬聯賽的上一級聯賽牌照，即使戰績符合升班資格亦未能升班。例子如2013年的日足聯，AC長野拍檔成為冠軍但由於未持有J2牌照因此無升班資格，而在翌年他們成功取得J2牌照，在日丙他們排在第2名而獲得升班附加賽資格，最終不敵讚岐釜玉海而無緣升班。另外，2014年日乙的北九州向日葵在聯賽取得第5名，但由於未有J1牌照，因此不能升班。